# Nhân Khang
Nhân Khang là một xã thuần nông thuộc huyên Lý Nhân, tỉnh Hà Nam, Việt Nam. Cách trung tâm huyện 2 km về phía Bắc
Hiện nay Nhân Khang phát triển với nhiều ngành nghề như thủ công mỹ nghệ, điêu khắc, thêu ren,...

## Vị trí địa lý
Nhân Khang nằm ở phía đông của huyện. Đây là xã nằm trên đường quốc lộ 38B nối từ Hải Dương tới Ninh Bình đi qua.

## Hành chính
Phía Đông giáp xã Đức Lý; phía Tây giáp huyện Bình Lục; phía Bắc giáp thị trấn Vĩnh Trụ; phía Nam tiếp giáp với xã Nhân Chính